# Kamratmästerskapen
Kamratmästerskapen i fotboll var en svensk fotbollsturnering spelad 1901–1924 och 1940–1945. Turneringen var endast för föreningar inom Idrottsföreningen Kamraterna, och var en mycket imponerande samt populär turnering i de tidiga åren. Totalt sett vanns turneringen av IFK Göteborg som var i 13 finaler och fick 11 titlar.
Det fanns även Kamratsmästerskapen i många andra idrotter som friidrott, simidrott, skridsko och inomhusidrott. Friidrotten hade tävlingar in på 1970-talet.

## Vinnare
| Säsong | Vinnare              | Finalist       |
| ------ | -------------------- | -------------- |
| 1901   | IFK Eskilstuna (1)   | IFK Köping     |
| 1902   | IFK Eskilstuna (2)   | IFK Uppsala    |
| 1903   | IFK Stockholm (1)    | IFK Köping     |
| 1904   | IFK Norrköping (1)   | IFK Köping     |
| 1905   | IFK Stockholm (2)    | IFK Köping     |
| 1906   | IFK Stockholm (3)    | IFK Göteborg   |
| 1907   | IFK Stockholm (4)    | IFK Eskilstuna |
| 1908   | IFK Stockholm (5)    | IFK Göteborg   |
| 1909   | IFK Göteborg (1)     | IFK Gävle      |
| 1910   | IFK Göteborg (2)     | IFK Norrköping |
| 1911   | IFK Norrköping (2)   | IFK Stockholm  |
| 1912   | IFK Göteborg (3)     | IFK Stockholm  |
| 1913   | IFK Göteborg (4)     | IFK Stockholm  |
| 1914   | IFK Göteborg (5)     | IFK Stockholm  |
| 1915   | IFK Göteborg (6)     | IFK Gävle      |
| 1916   | IFK Malmö (1)        | IFK Eskilstuna |
| 1917   | IFK Eskilstuna (3)   | IFK Malmö      |
| 1918   | IFK Eskilstuna (4)   | IFK Hässleholm |
| 1919   | IFK Hässleholm (1)   | IFK Stockholm  |
| 1920   | IFK Göteborg (7)     | IFK Västerås   |
| 1921   | IFK Göteborg (8)     | IFK Eskilstuna |
| 1922   | IFK Göteborg (9)     | IFK Stockholm  |
| 1923   | Ingen tävling        | Ingen tävling  |
| 1924   | IFK Göteborg (10)    | IFK Örebro     |
| 1940   | IFK Göteborg (11)    | IFK Norrköping |
| 1941   | IFK Kristianstad (1) | IFK Västerås   |
| 1942   | Ingen tävling        | Ingen tävling  |
| 1943   | Ingen tävling        | Ingen tävling  |
| 1944   | Ingen tävling        | Ingen tävling  |
| 1945   | Ingen vinnare        | Ingen vinnare  |

## Turneringssegrare
| Titlar | Finalist | Klubb            |
| ------ | -------- | ---------------- |
| 11     | 2        | IFK Göteborg     |
| 5      | 6        | IFK Stockholm    |
| 4      | 3        | IFK Eskilstuna   |
| 2      | 2        | IFK Norrköping   |
| 1      | 1        | IFK Hässleholm   |
| 1      | 0        | IFK Kristianstad |
| 1      | 1        | IFK Malmö        |